# Museo romagnolo del teatro
Il Museo romagnolo del teatro e degli strumenti musicali è un museo italiano sito in Palazzo Gaddi, a Forlì, nelle stanze riccamente decorate del piano terra. La collezione comprende materiali, strumenti e cimeli relativi alla vita musicale e teatrale forlivese tra Ottocento e Novecento ed ai suoi protagonisti. Il nucleo originario è costituito da oggetti di varia natura, come fotografie, costumi di scena, lettere, provenienti dalle donazioni degli eredi del tenore forlivese Angelo Masini e del soprano Maria Farneti. Sono esposti inoltre cimeli del Teatro Comunale di Forlì, costruito dall'architetto Cosimo Morelli, inaugurato nel 1776 e distrutto nel 1944 a seguito di un bombardamento. Alle pareti dell'androne principale d'ingresso sono incastonati due medaglioni in bronzo con i ritratti dei celebri cantanti forlivesi Giuseppe Siboni ed Eugenia Tadolini, un tempo collocati all'interno del Teatro Comunale distrutto.

## Sale espositive

### Sala degli strumenti musicali
La sala raccoglie strumenti musicali di vario genere appartenuti a musicisti locali o ad istituzioni musicali cittadine. Una parte cospicua del fondo proviene dalla liuteria forlivese Paganini, di cui l'esponente maggiore fu Giuseppe Secondo Paganini (Forlì, 1870 - Firenze, 1913). La sua opera più significativa è il quartetto d'archi "Masini", realizzato su commissione del celebre tenore nel 1899, e donato successivamente alla municipalità dal nipote Raul Masini Risi. Il quartetto, composto da due violini, violae violoncello, è costruito ad imitazione dell'opera di Giuseppe Guarneri del Gesù. Giudicato perfetto per eleganza di forma, per la vernice chiara e trasparente, il timbro e l'intensità del suono, è citato nel Dictionnaire Universel des Luthiers di René Vannes. È stato suonato anche in tempi recenti in occasione di eventi particolari, dopo il restauro avvenuto nel 2009 su impulso del Lions Club Forlì Host. Tra gli altri pezzi d'interesse della collezione si citano i bocchini per strumenti a fiato prodotti dalla ditta forlivese Colletto e un autopiano a rulli di carta forati della ditta tedesca Uebel & Lechleiter, fabbricato nel 1926, attualmente non funzionante.

### Sala Angelo Masini
La sala dedicata ad Angelo Masini custodisce oggetti di varia natura legati alla figura del grande tenore forlivese.

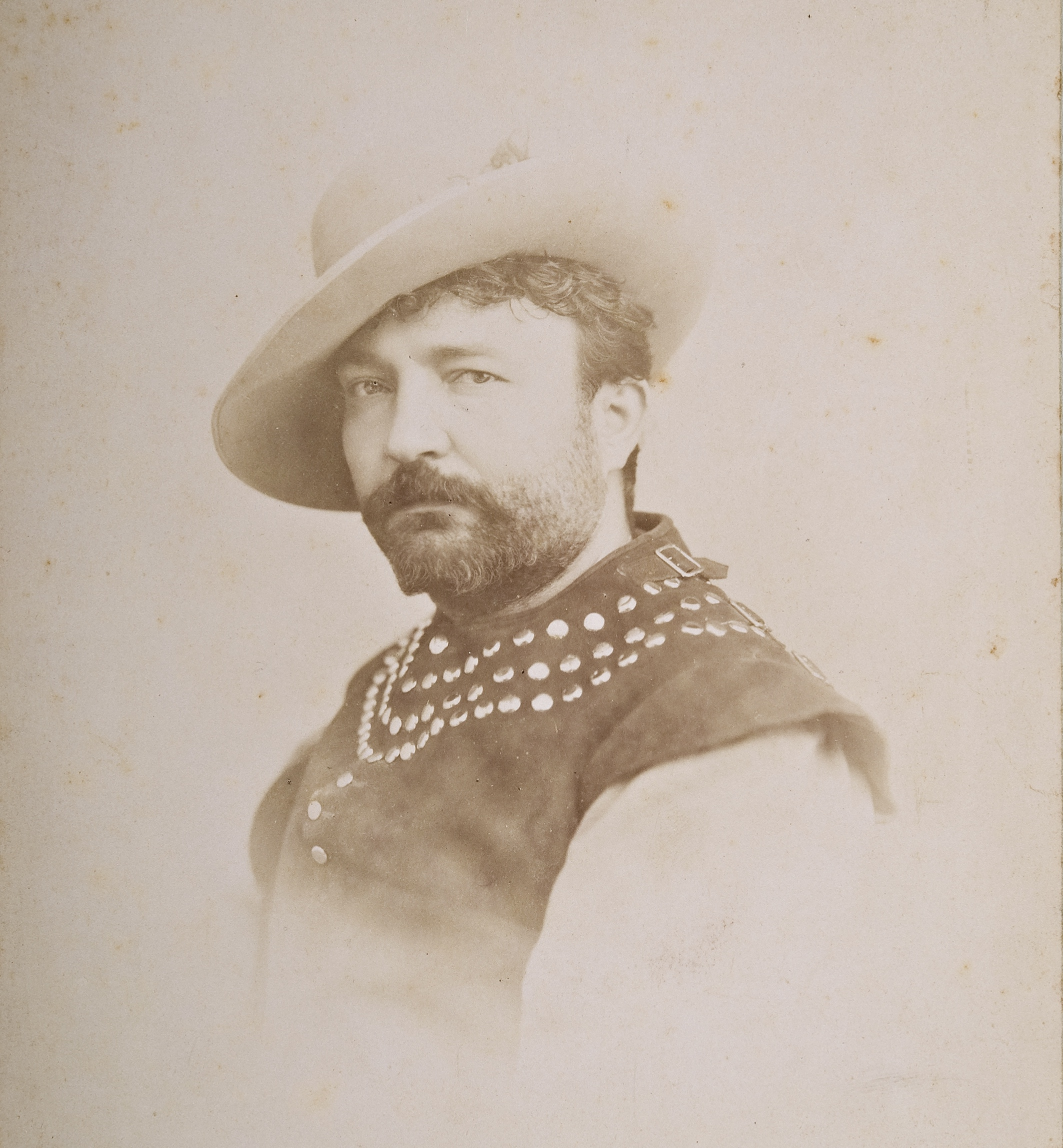
Angelo Masini nel ruolo del Duca di Mantova in Rigoletto di Giuseppe Verdi, Fernando Debas, Madrid, 1882 c.a.

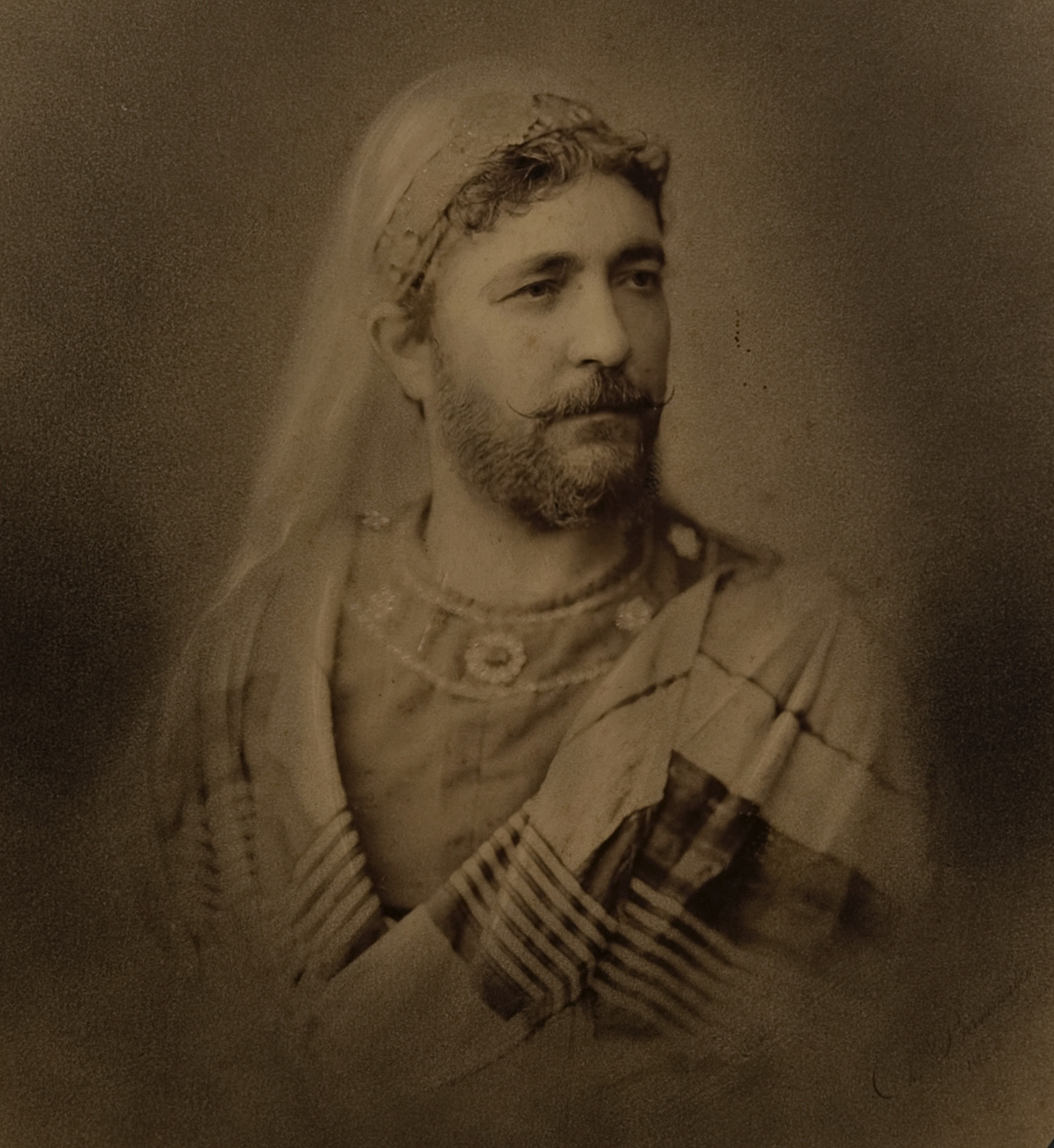
Angelo Masini nel ruolo di Radames in Aida di Giuseppe Verdi, Charles Bergamasco, San Pietroburgo, 1881

#### Il rapporto tra il tenore e la Romagna
Il rapporto tra l'artista e la sua terra è ripercorribile a partire dalle umilissime origini. L'infanzia, trascorsa nel quartiere di Schiavonia a Forlì, è ricordata dal desco da lavoro del padre ciabattino, mentre ai primi approcci al canto rimanda il biglietto d'invito alla sua prima esibizione pubblica, avvenuta nel 1868 nel cortile di Palazzo Baccarini, situato sull'attuale Corso Armando Diaz. Il documento reca la firma del soprano forlivese Gilda Minguzzi Zoli, maestra di Masini, della quale si conserva nella stessa sala un tondo fotografico ad opera di Gian Battista Canè, titolare del primo studio di fotografia della città. A lei il tenore porterà gratitudine per il resto della vita, come peraltro testimoniato dalla dedica su di un fotoritratto che lo ritrae, all'apice della carriera, nel costume di scena di Roul de Nangis, ne Gli ugonotti di Giacomo Meyerbeer. Di quest'opera, fondamentale nella carriera di Masini, furono allestite quattordici recite al Teatro Comunale di Forlì nella primavera del 1882, prima ed unica occasione in cui il tenore accettò di esibirsi pubblicamente nella sua città natale dai tempi degli esordi. L'evento ebbe grande risonanza e fu vissuto da tutta la cittadinanza con partecipazione: nella sala è conservato infatti un fazzoletto di seta in vendita a scopo pubblicitario durante i giorni delle rappresentazioni, recante al centro il volto del tenore ed agli angoli quattro vedute di Forlì. Alcuni piatti in ceramica di pregevolissima fattura, ed alcune pergamene a firma d'istituzioni e personaggi faentini, testimoniano come anche la città di Faenza tributasse grandi onori alla personalità artistica di Masini. Vi si esibì più volte negli anni a venire, e con tale successo da ottenere ancora vivente l'intitolazione a suo nome del Teatro Comunale, tutt'oggi chiamato Teatro Masini. Una fotografia che lo ritrae in mezzo ai suoi coloni, ricorda inoltre come dopo il ritiro dalle scene, avvenuto nel 1905, egli abbia dedicato l'ultima parte della vita alla gestione dei propri numerosi possedimenti agricoli sparsi nella campagna forlivese e ravennate.

#### I contatti con i compositori del tempo
Alcune fotografie presenti nella sala attestano il rapporto di collaborazione diretta del tenore con i grandi compositori del suo tempo, primo fra tutti Giuseppe Verdi, a cui Masini dovette il lancio della carriera internazionale grazie alla tournée europea della sua Messa da Requiem nel 1874. Del maestro, che peraltro a lui pensò anche come possibile primo interprete del ruolo protagonista di Otello, si conserva un ritratto fotografico con dedica autografa. La frequentazione da parte di Masini del repertorio verdiano è ulteriormente testimoniata dal corsetto in pelle borchiata del costume di scena del personaggio del Duca di Mantova per il terzo atto di Rigoletto, riconoscibile anche in alcune foto di scena della collezione. Masini godette pure della stima di Arrigo Boito, che lo tenne in considerazione come possibile primo interprete del ruolo di Fenton nel Falstaff di Verdi di cui era librettista. Il fotoritratto di Boito presente nella sala, autografato e dedicato con toni di stima e amicizia, fu con ogni probabilità donato al tenore nel 1883, in occasione della prima spagnola del Mefistofele, al Teatro Real di Madrid, dove Masini interpretò con esito felice il ruolo di Faust. Non mancarono contatti cordiali con Jules Massenet: un biglietto scritto su di un suo fotoritratto porta i ringraziamenti della vedova Louise-Constance de Gressy, detta Ninon, in risposta alle condoglianze ricevute dal tenore per la scomparsa del compositore nel 1912. In Russia, dove Masini costruì gran parte della sua personale fortuna, fu vicino alla famiglia di Anton Grigor'evič Rubinštejn, del quale interpretò il personaggio di Sinodal nell'opera Il Demone. Un'edizione di particolare pregio dello spartito gli fu donata nel 1897; essa presenta sul frontespizio una dedica riconoscente di Wera Tschekuanowa, moglie del compositore. Inoltre su di un fotoritratto del piccolo Aleksandr Grigorevič, figlio di Anton, leggiamo: 
(Saša Rubinštejn, Peterhoff, 11 dicembre 1884)

#### Masini in Russia
In senso quantitativo, la parte più significativa della collezione è certamente costituita dagli oggetti riguardanti i successi del tenore in Russia. Esibitosi a San Pietroburgo per la prima volta nel 1876, Masini legò profondamente la propria carriera all'Impero russo, stringendo rapporti personali con gli zar Alessandro II, Alessandro III e soprattutto Nicola II, e garantendo la sua costante presenza nei teatri imperiali per quasi tutte le stagioni fino all'abbandono delle scene nel 1905. Targhe, fasce celebrative e vari oggetti raffinati, tra i quali un fazzoletto di seta dipinta raffigurante proprio Nicola II e la consorte Aleksandra Fëdorovna Romanova, ci suggeriscono che i rapporti di Masini con la famiglia imperiale fossero significativi e diretti, a tal punto che nel 1896 il tenore fu invitato ad esibirsi nella residenza di Arcangelo in occasione della cerimonia d'incoronazione dello zar stesso, dove furono rappresentate privatamente le opere Lalla-Roukh di Félicien David ed Il barbiere di Siviglia di Rossini. Perfettamente inserito nell'ambiente dell'alta aristocrazia di corte, il tenore esercitò un fascino particolare specialmente sul pubblico femminile, che era solito ricoprirlo di omaggi: una bellissima scatola d'argento dorato in forma di isba russa reca incisa all'interno la dedica della Principessa Wadbolsky, mentre un album in pelle con impressioni in oro, che raccoglie la rassegna stampa della tournée del 1895, fu omaggio di Anastasia Suvorina, figlia di Aleksej Sergeevič Suvorin, editore di Anton Čechov. Il grande autore fu tra l'altro artefice della consacrazione letteraria della figura di Masini, che venne citato nella novella La Sventata, dove la protagonista immagina di passare una serata a teatro per sentirlo cantare. Tra gli altri oggetti di pregio troviamo due boccali per bevande in argento riccamente lavorati, un portavivande con vedute di Mosca, un soprammobile in forma di troika con figure russe, un particolare strumento a percussione proveniente dalla bottega di Bagrat Moyseyevich Mirimanian, costruttore di strumenti musicali a Tiflis, oggi Tbilisi, capitale della Georgia, il cui nome compare anche nella corrispondenza di Pëtr Il'ič Čajkovskij. Inoltre una serie di armi da taglio caucasiche, di tipo khanjali e šaška, utilizzate come oggetti di scena nella rappresentazione de Il Demone di Rubinštejn, ci ricordano la frequentazione da parte del tenore del repertorio lirico russo, che comprese anche Ruslan e Ljudmila di Michail Ivanovič Glinka, La Rusalka di Aleksandr Sergeevič Dargomyžskij, ed Evgenij Onegin dello stesso Čajkovskij. L'album in pelle rossa ad impressioni dorate intitolato «Memorie di Pietroburgo e Mosca 1888-1889» attesta che il tenore si cimentò anche nel ruolo d'impresario, assumendo per un periodo la gestione della Società degli Artisti dell'Opera Italiana. L'esperienza produsse risultati alterni, a volte stupefacenti, specialmente quando era lui stesso ad esibirsi, a volte deludenti: nelle vesti di produttore fu spesse volte criticato aspramente.

#### Angelo Masini
Angelo Masini (Forlì 1844-1926), di famiglia modesta, scoprì la vocazione per il canto fin da bambino. Costruì la propria voce tenorile a Forlì, grazie all'insegnamento della cantante Gilda Minguzzi. Dopo il debutto appena ventitreenne a Finale Emilia nella Norma di Vincenzo Bellini, negli anni seguenti si segnalò a Bologna nel Dom Sébastien di Gaetano Donizetti e per il successo con l'Aida a Firenze nel 1874. L'anno seguente trionfò con la tournée della Messa da Requiem di Giuseppe Verdi, che eseguì a Parigi, Londra e Vienna. Soprannominato il "tenore angelico", cantò per sedici stagioni a Mosca e ventisette a San Pietroburgo. L'ultima interpretazione fu nel 1905 ne Il barbiere di Siviglia di Gioachino Rossini. La voce pulitissima e l'immenso repertorio (si parla di 107 ruoli) fecero di Angelo Masini uno dei sommi tenori della sua epoca. Giuseppe Verdi disse di lui: "È la voce più divina che abbia mai sentito, è proprio come un velluto". Grazie a un suo generoso lascito, nel 1926 è stato fondato a Forlì l'Istituto Musicale che ancora oggi porta il suo nome.

### Sala Maria Farneti
La sala dedicata a Maria Farneti custodisce oggetti di varia natura legati alla figura del grande soprano forlivese.

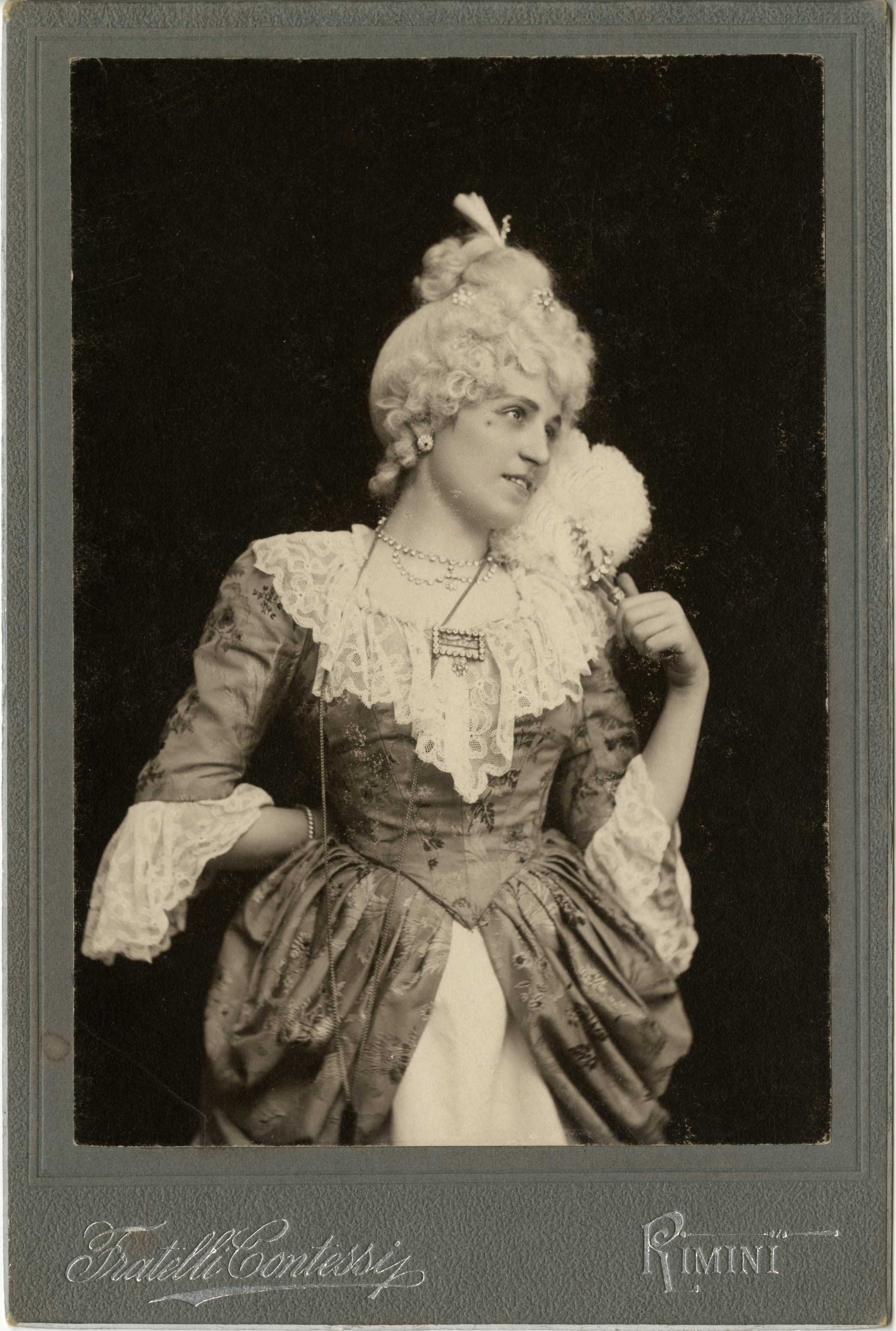
Maria Farneti in Manon Lescaut di Giacomo Puccini, Fratelli Contessi, Rimini, 1900

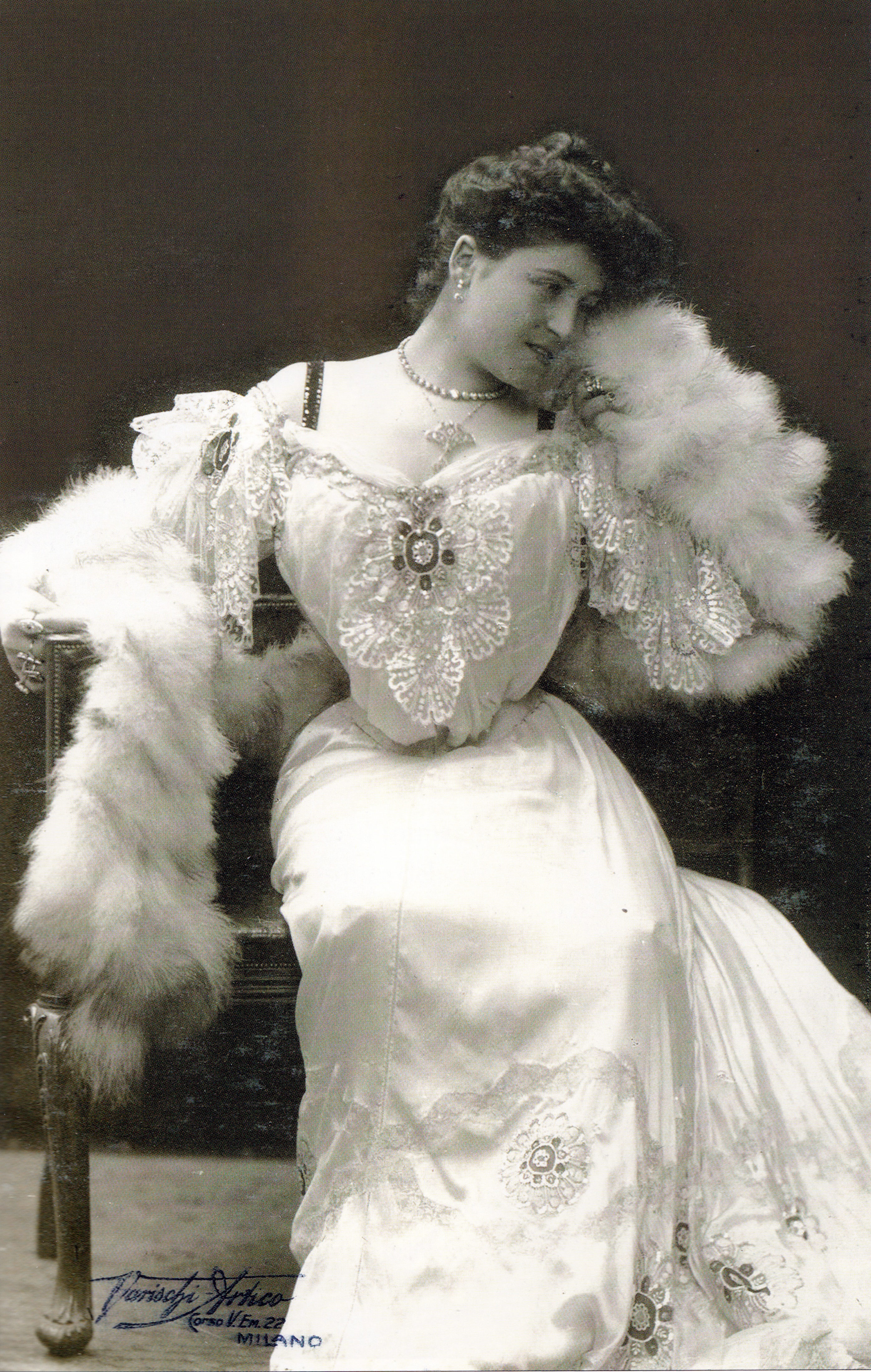
Maria Farneti, fotoritratto di Arturo Varischi e Giovanni Artico, Milano, 1906

Ultima di cinque figlie, da adolescente si iscrisse al liceo musicale "Rossini" di Pesaro, dove studiò canto con Virginia Gazzuoli, figlia di Luigia Boccabadati. Della musicalità e della bellezza della Farneti rimane subito colpito il compositore Pietro Mascagni, che la vuole come prima interprete del suo Poema musicale per soprano e orchestra A Giacomo Leopardi, eseguito il 29 giugno 1898 al Teatro Persiani di Recanati per celebrare il centenario della nascita di Giacomo Leopardi. Il suo repertorio comprendeva opere di Mascagni, Puccini, Catalani, Cilea, Verdi, Wagner, ecc. Interprete in particolar modo nel genere "veristico", tra i suoi ruoli più celebri figurano quelli di Isabeau (di cui fu la prima interprete) e di Iris nelle opere omonime, di Suzel ne L'amico Fritz di Mascagni e quello di Cio-Cio-San, nella Madama Butterfly di Puccini. Fu definita "cantante aristocratica" per il fascino discreto e l'eleganza della sua voce che, se pur non potentissima, colpiva immediatamente per la vocalità intimistica molto diversa da quella delle altre cantanti dell'epoca più inclini ad esprimersi in modo enfatico e talvolta francamente eccessivo. Il fascino e la bellezza della cantante risaltano ancora dalle oltre 120 belle foto, raccolte in un album, che sfidano il tempo quanto a freschezza e nitidezza.

### Sale dei Canterini Romagnoli e Cesare Martuzzi
Lo spazio principale contiene le memorie dei Canterini Romagnoli, gruppi corali popolari sorti a partire dal 1910, e deputati all'esecuzione delle "cante", componimenti a cappella musicati da Cesare Martuzzi e Francesco Balilla Pratella su testi poetici in dialetto romagnolo di Aldo Spallicci ed altri poeti locali. Alcune di queste sono rimaste celebri anche oggi, come ad esempio La Majè o La Gramadora. Vi sono presenti spartiti musicali, incisioni discografiche, fotografie, locandine, pubblicazioni, strumenti musicali ed altri documenti che testimoniano l'attività dei Canterini Romagnoli sul territorio. In una piccola saletta attigua è conservato il pianoforte verticale appartenuto a Cesare Martuzzi, insieme ad altri oggetti relativi al compositore. Negli stessi spazi del museo sono ospitati anche un'originale collezione di teste in terracotta realizzate dall'attrice e doppiatrice forlivese Laura Carli negli ultimi anni della sua vita; alcuni documenti relativi al compositore e paroliere forlivese Marf, attivo tra gli anni '20 e '30; la locandina del Buffalo Bill Wild West Show, spettacolo western itinerante allestito a Forlì nel 1902; alcuni pannelli illustrativi della figura del tenore forlivese Giuseppe Paganelli.

### Sala del Teatro Comunale di Forlì
La sala contiene materiale storico proveniente dal perduto Teatro Comunale di Forlì, originariamente ubicato accanto alla torre civica nell'attuale Piazzetta della Misura, e distrutto dal crollo della medesima, durante la ritirata nazista nella notte tra l'8 ed il 9 Novembre 1944. Il fondo annovera locandine degli spettacoli, testimonianze fotografiche della sala all'italiana e degli interpreti che si sono succeduti sulle sue scene, alcuni bozzetti per la decorazione della volta e degli interni del teatro, ed un costume di scena appartenuto al baritono Ettore Bastianini. Un'altra cospicua parte del fondo fotografico e documentale relativo alla storia del Teatro Comunale di Forlì, raccolta negli anni dal Comitato Pro Forlì Storico-Artistica, è oggi custodita presso l'Associazione Amici della Pieve al Palazzo Morattini Monsignani di Pievequinta (FC).

### Saletta Ermete Novelli
Nel Museo si possono trovare anche materiali e documentazione relativi all'attore Ermete Novelli (1851-1919)

### Saletta Ines Lidelba
Nonché alla cantante d'operetta e soubrette Ines Lidelba (1893-1961).

## Palazzo Gaddi
È un edificio di origini medievali che si trova nella parte antica di Forlì, lungo la via Emilia, l'odierno corso Garibaldi. È fiancheggiato da via Gaddi. Il palazzo appartenne alla famiglia Gaddi che nel Settecento lo fece restaurare dagli architetti Antonio Torri e Francesco Maria Angelini. L'esterno è piuttosto semplice, come è tipico dei palazzi forlivesi (dove la mentalità era che "solo l'interno è dei padroni"), ma l'interno è riccamente decorato in stile barocco, e presenta dipinti di Felice Giani.
Oltre al museo del teatro, palazzo Gaddi ospita anche il Museo del Risorgimento.